# Liste der Kreisstraßen in Augsburg
Die Liste der Kreisstraßen in Augsburg ist eine Auflistung der Kreisstraßen in der bayerischen Stadt Augsburg mit deren Verlauf. 

## Abkürzungen
- A: Kreisstraße im Landkreis Augsburg
- AIC: Kreisstraße im Landkreis Aichach-Friedberg
- As: Kreisstraße in der kreisfreien Stadt Augsburg
- St: Staatsstraße in Bayern

## Liste
Nicht vorhandene bzw. nicht nachgewiesene Kreisstraßen werden in Kursivdruck gekennzeichnet, ebenso Straßen und Straßenabschnitte, die unabhängig vom Grund (Herabstufung zu einer Gemeindestraße oder Höherstufung) keine Kreisstraßen mehr sind.
Der Straßenverlauf wird in der Regel von Nord nach Süd und von West nach Ost angegeben.
| Nr. As | Verlauf |
| ------ | --- |
| As 1   | – Nagahama-Allee – Amagasaki-Allee – – Amagasaki-Allee – As 2 – Kurt-Schumacher-Straße – Meraner Straße – As 3 – Südtiroler Straße – Stadtgrenze – (AIC 23 im Landkreis Aichach-Friedberg)                                                                                   |
| As 2   | As 1 – Blücherstraße – Stadtgrenze – (AIC 19 im Landkreis Aichach-Friedberg) |
| As 3   | As 1 – Meraner Straße – Derchinger Straße – Stadtgrenze – (AIC 24 im Landkreis Aichach-Friedberg) |
| As 6   | – Kriegshaberstraße – Stadtgrenze – (A 11 im Landkreis Augsburg) – Stadtgrenze – Isegrimstraße – Wellenburger Straße – Bürgermeister-Aurnhammer-Straße – Lindauer Straße – Bürgermeister-Ulrich-Straße – St 2035 – Bürgermeister-Ulrich-Straße – As 7 – Haunstetter Straße – |
| As 7   | St 2035 – Heumahdstraße – Hohenstaufenstraße – – Inninger Straße – Landsberger Straße – Haunstetter Straße – As 6 |